# Harriet Jacobs

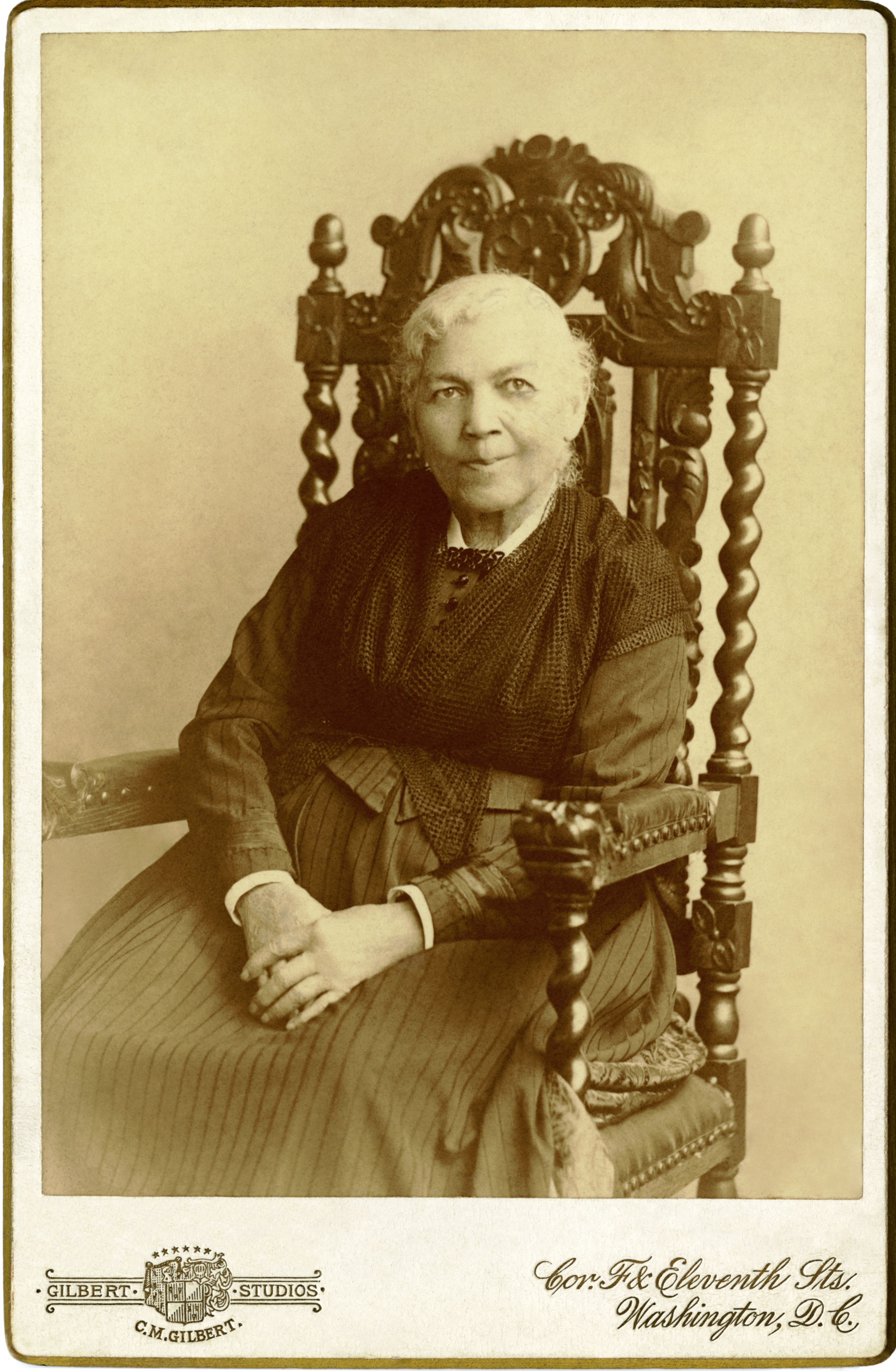
Harriet Jacobs 1894

Harriet Jacobs (* 1813 oder 1815 in Edenton (North Carolina); † 7. März 1897 in Washington, D.C.) war eine afroamerikanische Autorin. Als Sklavin geboren, wurde sie in ihrer Jugend von ihrem Besitzer sexuell bedrängt. Als er damit drohte, ihre Kinder zu verkaufen, versteckte sie sich in einer winzigen Kammer, in der sie nicht einmal stehen konnte, unter dem Dach des Hauses ihrer Großmutter. Nachdem sie dort fast sieben Jahre verbracht hatte, gelang ihr die Flucht nach New York, wohin auch ihre Kinder Joseph und Louisa Matilda und ihr Bruder John S. Jacobs gelangen konnten. Sie fand Arbeit als Kindermädchen für die Familie des damals populären Schriftstellers N. P. Willis und baute Kontakte zu den Netzwerken der Gegner der Sklaverei und der frühen Feministinnen auf. Ihre 1861 veröffentlichte Autobiographie, Incidents in the Life of a Slave Girl, gilt heute als „amerikanischer Klassiker“.
Während des Amerikanischen Bürgerkrieges und unmittelbar danach organisierte sie gemeinsam mit ihrer Tochter Hilfe für Flüchtlinge aus der Sklaverei und gründete zwei Schulen.

## Leben

### Herkunft und Name

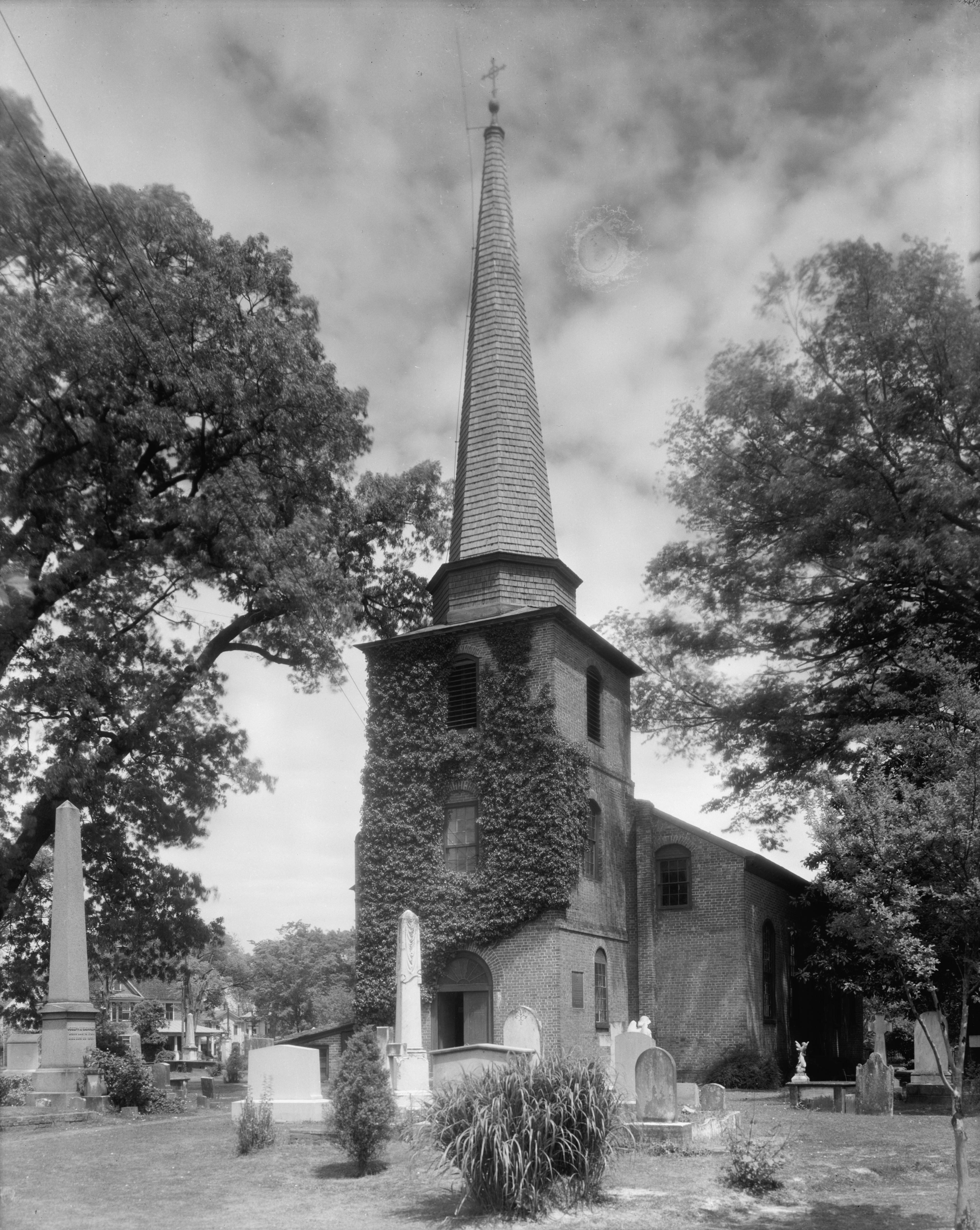
St. Paul’s Episcopal Church in Edenton. Ort der Taufe von Harriet Jacobs und ihren Kindern. Sowohl Molly Horniblow als auch Dr. Norcom waren hier Kommunionempfänger.

Harriet Jacobs wurde 1813 oder 1815 in Edenton, North Carolina als Tochter von Delilah Horniblow, einer Sklavin der Gastwirtsfamilie Horniblow, geboren. Nach dem Gesetz war der Status der Mutter als Sklavin oder Freie für den Status der Kinder bestimmend (partus sequitur ventrem – „Die Leibesfrucht folgt dem Schoß“), so dass Harriet und ihr zwei Jahre später geborener Bruder John von Geburt an als Sklaven der Gastwirtsfamilie galten. Allerdings hätten Mutter und Kinder nach demselben Gesetz frei sein müssen, da Delilah Horniblows Mutter, Molly Horniblow, als Kind von ihrem Besitzer, der gleichzeitig ihr Vater war, freigelassen worden war. Sie war aber gekidnappt worden und hatte als dunkelhäutige Frau keine realistische Möglichkeit, den Schutz der Gerichte in Anspruch zu nehmen. Der Vater von Harriet und John war Elijah Knox, ebenfalls ein Sklave, der aber als fähiger Zimmermann gewisse Privilegien genoss. Er starb 1826.
Während Harriets Mutter und Großmutter als Sklavinnen gemäß dem Familiennamen ihrer Besitzer Horniblow genannt wurden, nutzte sie selbst die Gelegenheit der Taufe ihrer Kinder, um für die Kinder den Namen Jacobs festzulegen, den sie und ihr Bruder John übernahmen, als sie die Freiheit erlangt hatten. Diese Taufe fand ohne Wissen von Harriets damaligem Herrn Dr. Norcom statt. Harriet ging davon aus, dass ihr Vater eigentlich Jacobs hätte heißen müssen, da sein Vater Henry Jacobs, ein freier weißer Mann, war. Nach dem Tod von Harriets Mutter hatte ihr Vater eine freie Afroamerikanerin geheiratet. Das einzige Kind aus dieser Ehe, Harriets Halbbruder, der wie sein Vater mit Vornamen Elijah hieß, benutzte zeitlebens den Nachnamen Knox, der auf den Besitzer seines Vaters zurückging.

### Jugend als Sklavin

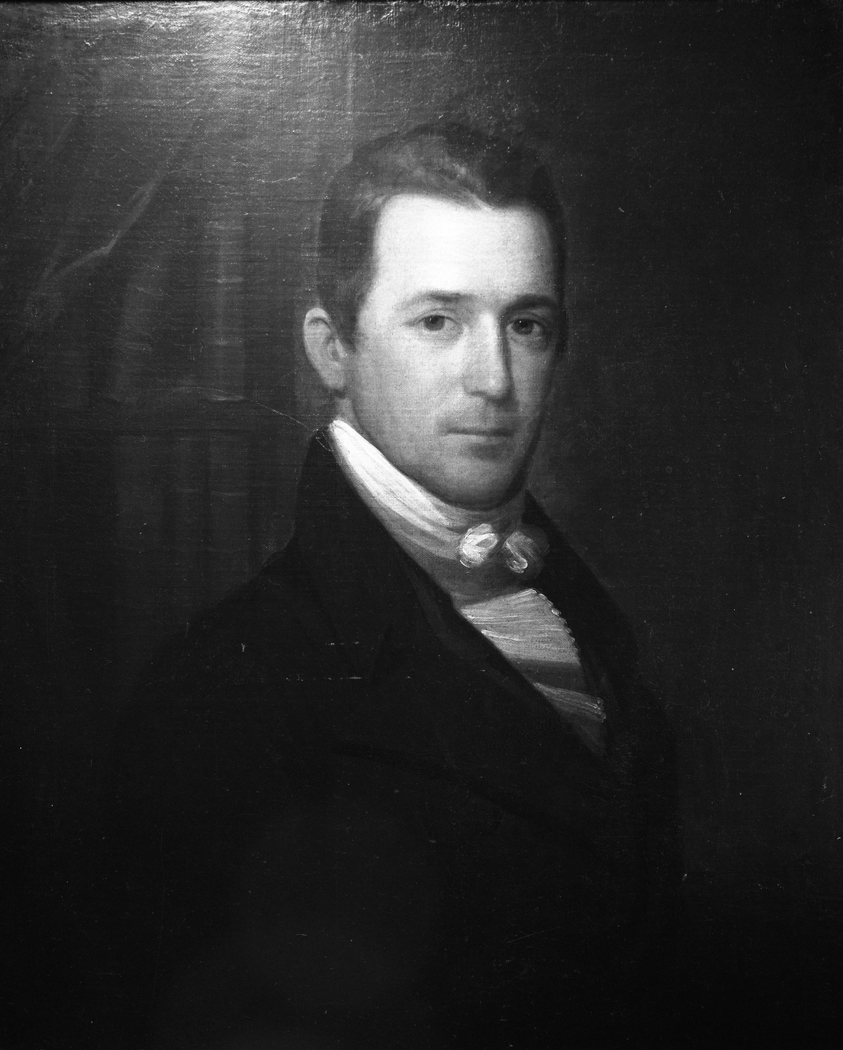
Dr. James Norcom

Harriets Mutter starb, als Harriet sechs Jahre alt war. Sie lebte dann bei ihrer Besitzerin, einer Tochter des verstorbenen Gastwirtes, die ihr nicht nur das Nähen beibrachte, sondern auch Lesen und Schreiben. Nur äußerst wenige Sklaven konnten lesen oder schreiben, in North Carolina wurde es 1830 auch gesetzlich verboten, es ihnen beizubringen. Harriets Bruder John gelang es zwar, sich selbst das Lesen beizubringen, er konnte aber noch bei seiner Flucht aus der Sklaverei als junger Erwachsener nicht schreiben.
Die Besitzerin von Harriet und John starb 1825. In ihrem Testament vermachte sie Harriet ihrer 3-jährigen Nichte Mary Matilda Norcom. Mary Matildas Vater, der Arzt Dr. James Norcom (ein Schwiegersohn des verstorbenen Gastwirtes), wurde daher de facto Harriets Herr. Ihr Bruder John wurde mit dem Großteil des Besitzes an die Witwe des Gastwirtes vererbt. Da Dr. Norcom ihn aber mietete, lebten die beiden Geschwister im selben Haushalt. Nach dem Tod der Gastwirtswitwe wurden ihre Sklaven bei der Neujahrsauktion 1828 versteigert, darunter Harriets Bruder John, ihre Großmutter Molly und deren Sohn Mark. Öffentlich versteigert zu werden, bedeutete für den 12-jährigen John ein traumatisches Erlebnis. Freunde ersteigerten Molly Horniblow und Mark mit dem von Molly über viele Jahre angesparten Geld und ließen Molly Horniblow anschließend frei, während Mark aufgrund gesetzlicher Bestimmungen nicht freigelassen werden konnte, sondern 20 Jahre lang als Sklave seiner eigenen Mutter galt, bis sie ihn 1847/48 endlich freilassen durfte. John Jacobs wurde von Dr. Norcom ersteigert und blieb so mit seiner Schwester zusammen in dessen Haushalt.
Im selben Jahr ergriff Molly Horniblows jüngster Sohn Joseph die Flucht. In Ketten wurde er nach Edenton zurückgebracht, ins Gefängnis geworfen und später nach New Orleans verkauft. Die Familie erfuhr noch, dass er von dort erneut floh und bis New York gelangte. Danach riss der Kontakt zu ihm ab. Für die Jacobs-Geschwister, die schon als Kinder über eine mögliche Flucht sprachen, wurde er dadurch zu einem Helden, und beide benannten später ihren Sohn nach ihm.
Norcom begann bald, Harriet Jacobs sexuell zu bedrängen, was wiederum die Eifersucht von Norcoms Ehefrau hervorrief. Eine Beziehung zu einem freien Afroamerikaner, in den sie sich verliebt hatte, und der sie freikaufen und heiraten wollte, verbot Norcom. In der Hoffnung, der Zudringlichkeit Norcoms zu entkommen, ließ sich Jacobs auf eine Beziehung mit dem weißen Rechtsanwalt Samuel Sawyer ein, der später in das US-Repräsentantenhaus gewählt wurde. Aus der Beziehung gingen die einzigen beiden Kinder von Harriet Jacobs hervor, Joseph (geb. 1829/30) und Louisa Matilda (geb. 1832/33). Als sie von Jacobs’ Schwangerschaft erfuhr, verwies Norcoms Ehefrau sie des Hauses, was für Jacobs den großen Vorteil hatte, dass sie nun bei ihrer Großmutter wohnen konnte. Norcom bedrängte sie aber weiterhin bei zahlreichen Besuchen dort – er wohnte weniger als 200 m Luftlinie entfernt.

### Jahre im Versteck

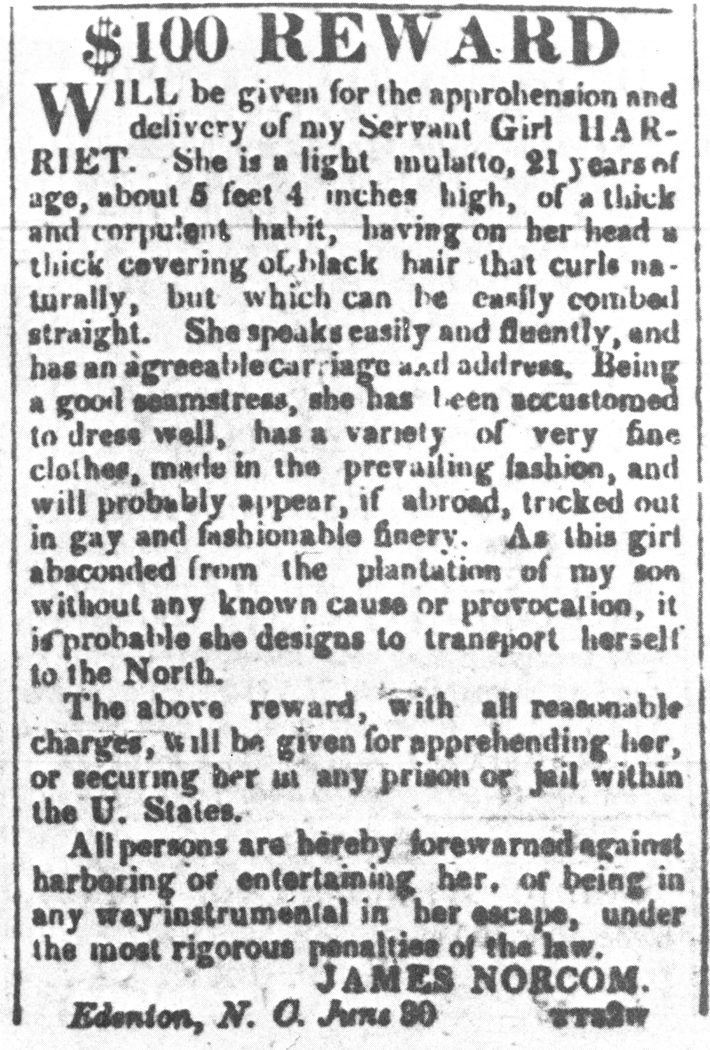
Suchanzeige für Harriet Jacobs als entflohene Sklavin

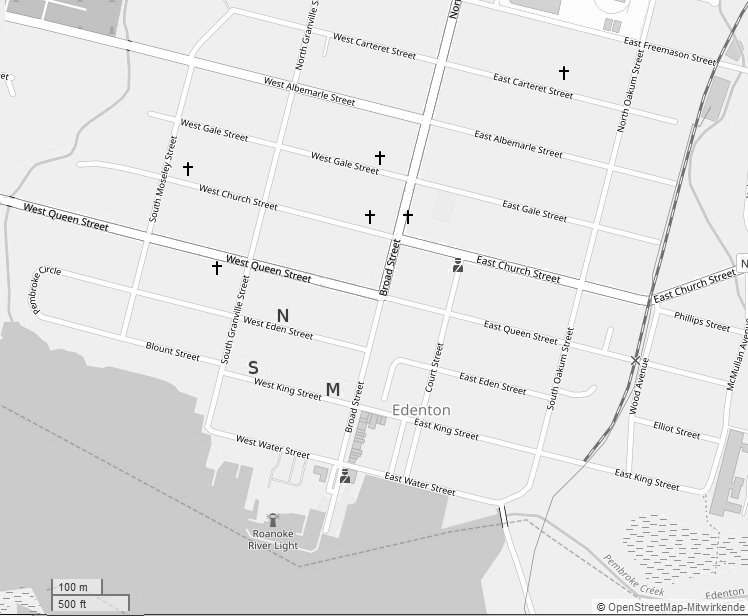
Stadtplan des Zentrums von Edenton mit den Häusern von Norcom (markiert N), Sawyer (S) und Molly Horniblow (M)

Im April 1835 beendete Norcom schließlich Jacobs’ Aufenthalt bei ihrer Großmutter und schickte sie auf die 10 km entfernt gelegene Plantage seines Sohnes. Verbunden damit war die Drohung, ihre Kinder zunächst dem harten Leben der Plantagensklaven auszusetzen und sie später – einzeln und ohne die Mutter – zu verkaufen. Daraufhin entschloss sich Jacobs im Juni 1835 zur Flucht. Eine weiße Frau, die selbst Sklaven hielt, versteckte sie trotz des damit verbunden hohen persönlichen Risikos in ihrem eigenen Haus. Nach kurzer Zeit sah Jacobs sich gezwungen, in ein Sumpfgebiet in der Nähe auszuweichen und fand schließlich eine Zuflucht in einem kleinen Raum, in dem sie nicht aufrecht stehen konnte, unter dem Dach des Hauses ihrer Großmutter Molly Horniblow – 9 Fuß (2,74 m) lang, 7 Fuß (2,13 m) breit, an der höchsten Stelle 3 Fuß (91 cm) hoch. Hier verbrachte sie fast sieben Jahre, wobei der durch die Enge des Raumes verursachte Bewegungsmangel zu einem Verfall ihrer körperlichen Kräfte führte. Noch zur Zeit der Abfassung ihrer Autobiographie zwanzig Jahre später litt sie unter den körperlichen und seelischen Folgen. Durch kleine Lichtlöcher, die sie in das Dach gebohrt hatte, hatte sie etwas Licht zum Lesen und Nähen.
Nach Harriets Flucht verkaufte Norcom ihren Bruder John sowie ihre beiden Kinder an einen Sklavenhändler in der Erwartung, dieser würde sie in einen anderen Bundesstaat verkaufen und sie dadurch für immer von Harriet trennen. Der Händler hatte jedoch schon vorher heimlich mit Sawyer verabredet, die drei an Sawyer weiterzuverkaufen, so dass Norcoms Rachepläne durchkreuzt wurden. Jacobs wirft Sawyer in ihrer Autobiographie vor, dass er das Versprechen, die gemeinsamen Kinder in rechtsverbindlicher Form freizulassen, nicht eingelöst habe. Allerdings erlaubte Sawyer seinen versklavten Kindern zunächst, bei ihrer Urgroßmutter Molly zu leben. Nach seiner Hochzeit 1838 erinnerte ihn Harriet durch Vermittlung der Großmutter an sein Versprechen. Er sandte daraufhin Louisa Mathilda mit Zustimmung Harriets zu seiner Cousine nach Brooklyn, New York, wo damals die Sklaverei bereits abgeschafft war, und schlug vor, Joseph ebenfalls in den freien Norden zu schicken. Während ihres Eingesperrtseins in dem Versteck konnte Harriet ihre ahnungslosen Kinder oft durch die Lichtlöcher beobachten.

### Flucht und Freiheit
Erst 1842 ergab sich eine Gelegenheit zur Flucht per Schiff nach Philadelphia und von dort mit der Eisenbahn nach New York City. Obwohl sie keine Referenzen vorweisen konnte, fand sie eine Anstellung als Kindermädchen bei Mary Stace Willis, der Frau des damals sehr populären Schriftstellers Nathaniel Parker Willis. Die beiden Frauen vereinbarten zunächst eine Probezeit von einer Woche, nicht ahnend, dass daraus eine 75-jährige Beziehung zwischen den beiden Familien entstehen und erst 1917 mit dem Tod von Louisa Matilda Jacobs im Haus von Edith Willis Grinnell, Nathaniel Willis’ Tochter aus zweiter Ehe, enden würde.

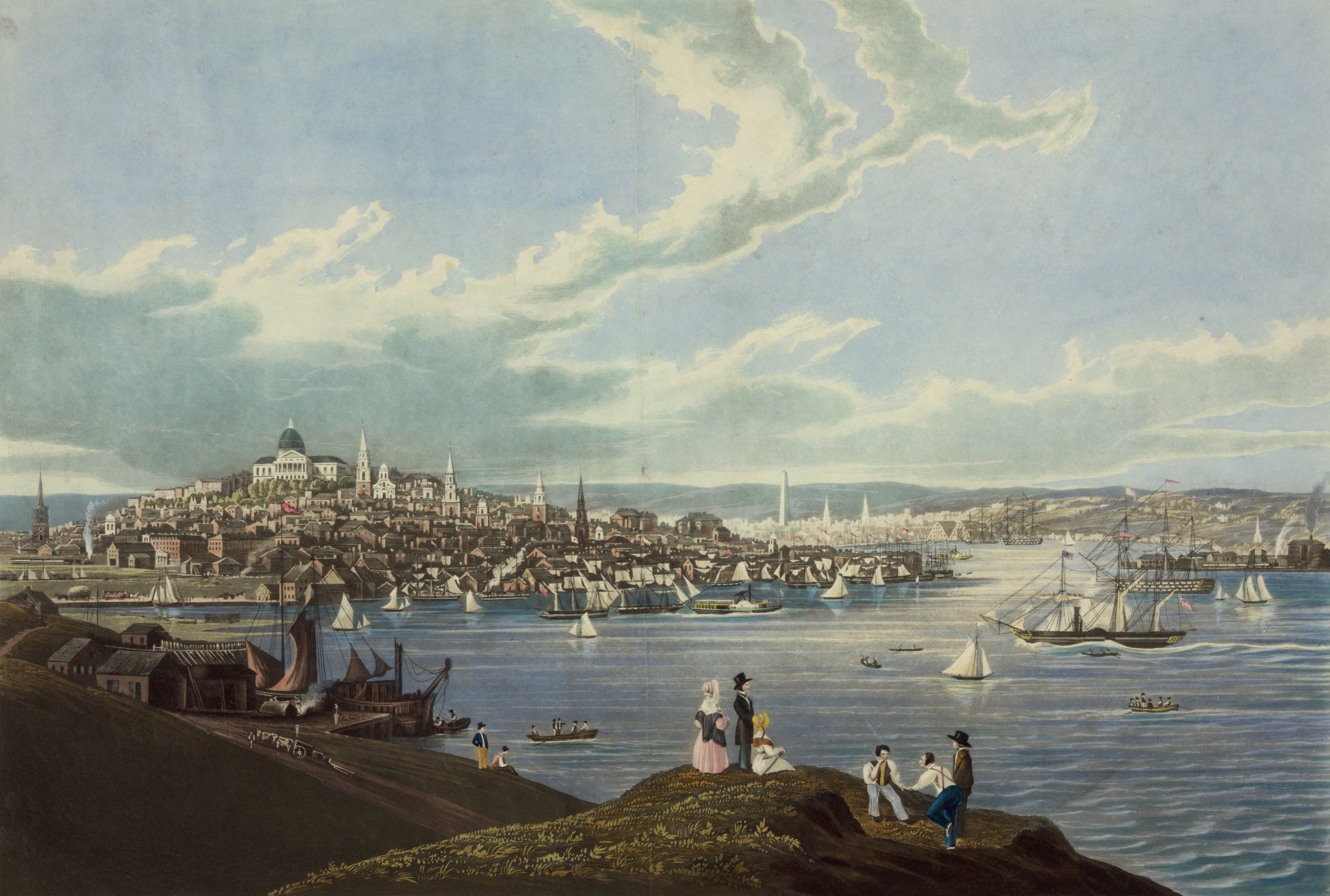
Boston 1841

1843 erfuhr Jacobs, dass Norcom auf dem Weg nach New York sei, um sie mit Gewalt zurückzuholen, wozu ihm das Gesetz überall in den Vereinigten Staaten die Möglichkeit gab. Sie bat Mary Willis um zwei Wochen Urlaub und reiste dann zu ihrem Bruder John nach Boston. John hatte seinen Besitzer Sawyer 1838 als Diener auf der Hochzeitsreise durch den Norden begleitet und hatte die Freiheit erlangt, indem er ihn in New York verlassen hatte. Anschließend hatte er auf einem Walfänger angeheuert und war erst Anfang 1843 zurückgekehrt. Von Boston aus bat Harriet Jacobs ihre Großmutter brieflich, ihren Sohn Joseph zu John nach Boston zu schicken. Nach Josephs Ankunft kehrte sie an ihren Arbeitsplatz nach New York zurück.
Ihre erste Anstellung bei Willis endete allerdings bereits im Oktober 1843, als sie erfuhr, dass ihr Aufenthaltsort an Norcom verraten worden war, und sie sich gezwungen sah, erneut nach Boston zu fliehen. Boston galt auf Grund der dortigen Stärke der Gegner der Sklaverei als relativ sicher für entflohene Sklaven. Der Umzug nach Boston gab Jacobs auch endlich die Möglichkeit, ihre Tochter Louisa Matilda aus dem Haushalt von Sawyers Cousine zu entfernen, wo sie fast wie eine Sklavin behandelt worden war.
In Boston lebte Jacobs von Gelegenheitsarbeiten. Unterbrochen wurde ihr Aufenthalt dort, als im März 1845 Mary Stace Willis starb. Der Witwer nahm Jacobs daraufhin wieder in Dienst, um seine Tochter Imogen auf einer 10-monatigen Reise nach England zu den Eltern seiner verstorbenen Frau zu betreuen. Die Reise wurde für Jacobs in doppelter Hinsicht zu einer prägenden Erfahrung: Zum einen nahm sie dort keinen Rassismus wahr, mit dem sie in den USA immer wieder konfrontiert wurde. Zum anderen erfuhr sie in England eine Erneuerung ihres christlichen Glaubens, während die kirchlichen Amtsträger ihrer Heimat, die Schwarze verachteten und zum Teil selbst Sklaven kauften und verkauften, sie abgestoßen hatten.

### Die Autobiographie
Hier wird die Entstehungsgeschichte der Autobiographie als Teil von Jacobs’ Lebensgeschichte dargestellt. Angaben zum Inhalt der Autobiographie finden sich in dem Artikel Incidents in the Life of a Slave Girl.

#### Hintergrund: Abolitionismus und früher Feminismus

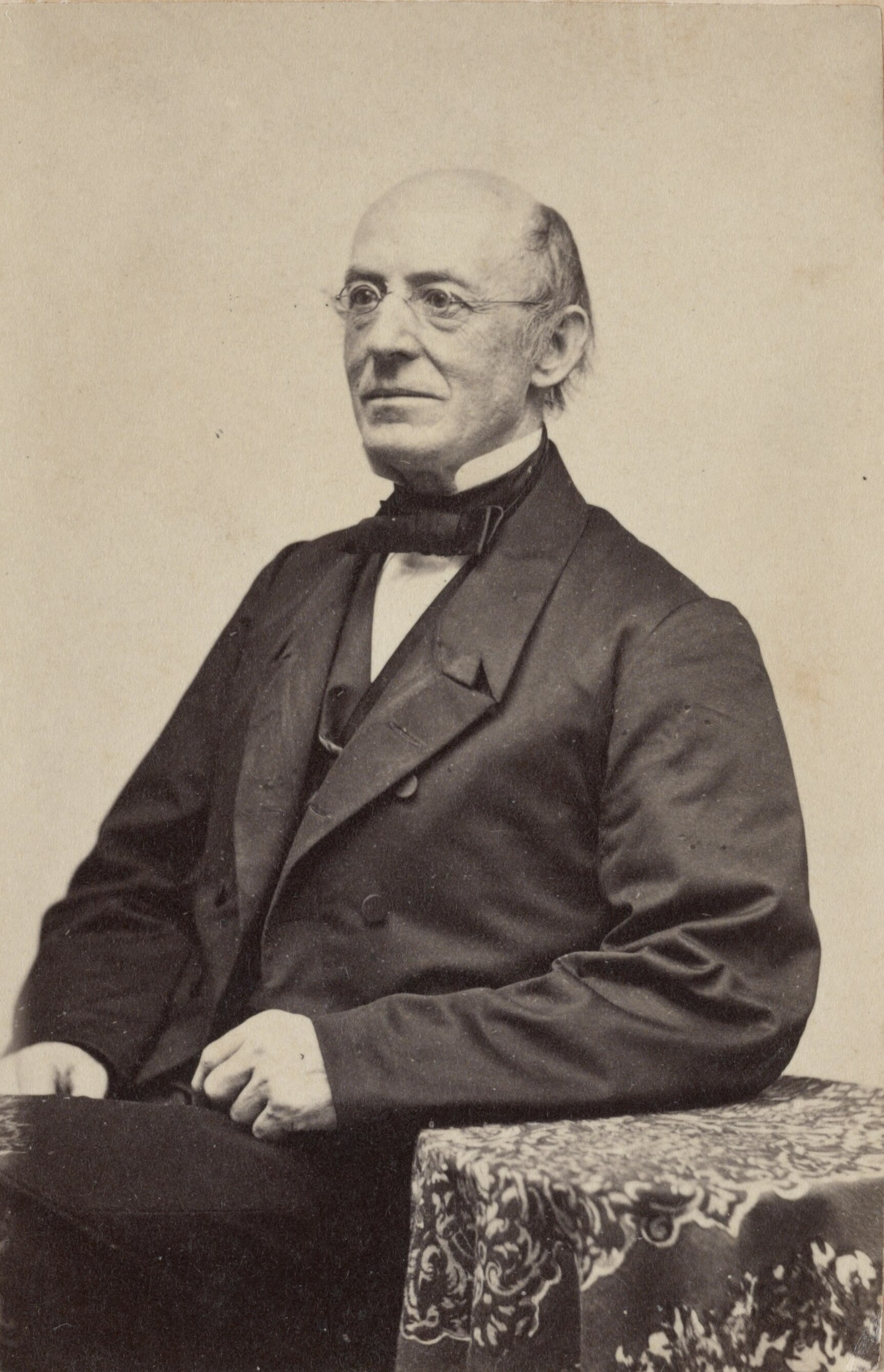
William Lloyd Garrison

Harriets Bruder John engagierte sich zunehmend für den Abolitionismus, d. h. für die von William Lloyd Garrison geführte Anti-Sklaverei-Bewegung. Er unternahm verschiedene Vortragsreisen, unter anderem gemeinsam mit dem drei Jahre jüngeren Frederick Douglass. 1849 übernahm John S. Jacobs in Rochester (New York) das „Anti-Slavery Office and Reading Room“ (Anti-Sklaverei-Büro und -Lesesaal). Harriet Jacobs, die sich nicht mehr täglich um ihre Kinder sorgen musste (Joseph hatte während der England-Reise seiner Mutter nach einem Fall rassistischer Diskriminierung seine Druckerlehre abgebrochen und war auf eine mehrjährige Walfangreise gegangen; Louisa Matilda besuchte ein Internat), unterstützte ihn dabei.
Das ehemalige „Sklavenmädchen“ ohne Schulbildung, dessen Horizont bisher vor allem durch den Kampf um das eigene Überleben in Würde und das ihrer Kinder geprägt war, fand sich nun in Kreisen wieder, die sich anschickten, mit ihren – damals – radikalen Ideen und ihren politischen Aktionen Amerika zu verändern. Der Lesesaal befand sich im selben Gebäude wie die Zeitschrift „North Star“ von Frederick Douglass, der heute als einflussreichster Afroamerikaner des 19. Jahrhunderts gilt. Jacobs wohnte bei dem weißen Ehepaar Amy und Isaac Post. Sowohl Douglass als auch die Posts waren überzeugte Gegner der Sklaverei und der Rassendiskrimierung und Anhänger des Frauenwahlrechts. Douglass und Amy Post hatten im Jahr zuvor an der Seneca Falls Convention teilgenommen, der weltweit ersten Versammlung zum Thema Frauenrechte, und die Declaration of Sentiments unterzeichnet, die die Gleichberechtigung von Mann und Frau forderte.

#### Erneute Arbeit für Willis und Freikauf
Jacobs machte 1850 in New York einen Besuch bei Nathaniel Parker Willis, bei dem sie eigentlich nur die inzwischen 8-jährige Imogen wiedersehen wollte. Bei dieser Gelegenheit gelang es der zweiten Frau von Willis, Cornelia Grinnell, die sich von der Geburt ihres zweiten Kindes nicht recht erholt hatte, sie davon zu überzeugen, wieder als Kindermädchen für Familie Willis zu arbeiten. Dass dies angesichts der durch das kürzlich verabschiedete Fugitive Slave Law („Gesetz über entflohene Sklaven“) verschärften Gesetzeslage eine beträchtliche Gefahr für Jacobs darstellte, war allen Beteiligten klar, und John S. nahm Cornelia Willis das Versprechen ab, seine Schwester nicht in die Hände der Verfolger fallen zu lassen.
Im Frühjahr 1851 erhielt Jacobs erneut Nachricht, dass nach ihr gesucht werde. Cornelia Willis schickte Jacobs daraufhin zusammen mit ihrer (Willis’) einjährigen Tochter Lilian ins relativ sichere Massachusetts. Jacobs, in deren Autobiographie die ständig über ihr und den anderen Sklavinnen schwebende Drohung der Trennung von den eigenen Kindern eine wichtige Rolle spielt, sprach ihre Arbeitgeberin auf das Opfer an, das die Trennung von ihrer kleinen Tochter für sie bedeuten müsse. Willis erklärte ihr daraufhin, dass die Häscher das Kind der Mutter zurückgeben müssten, sollte Jacobs in deren Hände fallen. Sie könne dann versuchen, Jacobs zu retten.
Im Februar 1852 erfuhr Jacobs, dass ihre gesetzliche Besitzerin, die Tochter des inzwischen verstorbenen Norcom, mit ihrem Mann in einem Hotel in New York angekommen war, offensichtlich in der Absicht, sie erneut als Sklavin zu beanspruchen. Cornelia Willis schickte Jacobs daraufhin erneut zusammen mit Lilian nach Massachusetts. Brieflich informierte sie sie über ihre Absicht, sie freizukaufen. Jacobs lehnte dieses Angebot ab, doch Cornelia Willis kaufte sie trotzdem für 300 Dollar frei. In ihrer Autobiographie beschreibt sie deutlich ihre gemischten Gefühle: Bitterkeit darüber, erneut wie eine Ware verkauft worden zu sein, Freude über die endlich gesicherte Freiheit und große Dankbarkeit gegenüber Cornelia Willis.

#### Sexuelle Beziehungen: Trauma und Scham

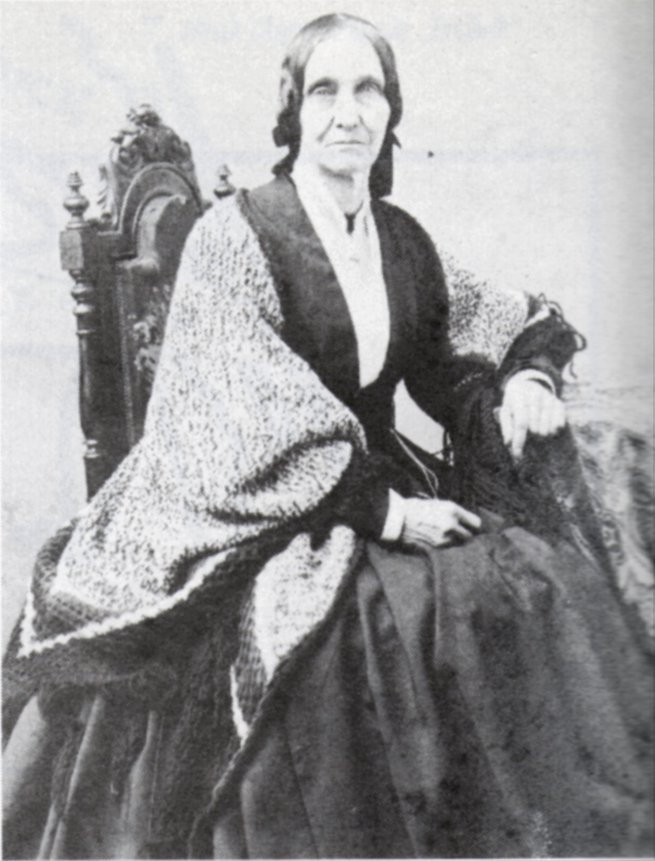
Amy Post in den 1860er Jahren

Während ihres Aufenthaltes in Rochester hatte Jacobs in den Posts zum ersten Mal seit ihrer Rückkehr aus England Weiße kennengelernt, die sie nicht wegen ihrer Hautfarbe verachteten. Zu Amy Post fasste Jacobs bald das Vertrauen, das es ihr ermöglichte, ihre bisher verschwiegene Geschichte zu erzählen. Post beschrieb später, wie schwer es der traumatisierten Jacobs fiel, von ihren Erlebnissen zu erzählen, weil sie den Schmerz beim Erzählen von neuem durchlitt.
Um die Jahreswende 1852/53 machte Amy Post Jacobs den Vorschlag, ihre Geschichte an die Öffentlichkeit zu bringen. Jacobs’ Bruder hatte sie schon seit längerem dazu gedrängt, und sie selbst fühlte sich verpflichtet, ihre Geschichte zu erzählen, um einen Beitrag zur Abschaffung der Sklaverei zu leisten und anderen dadurch ein ähnliches Schicksal zu ersparen.
Doch hatte Jacobs gegen die damals allgemein – auch von ihr selbst – akzeptierten Moralvorstellungen verstoßen, indem sie eine uneheliche Beziehung mit Sawyer eingegangen war. Die Scham darüber war der Grund dafür, dass Jacobs nach ihrer Flucht im Gegensatz zu ihrem Bruder John Kontakte zu Gegnern der Sklaverei weitgehend vermied, um ihre Geschichte nicht erzählen zu müssen. Jacobs rang sich trotz ihrer Scham und ihres Traumas dazu durch, auf Posts Vorschlag einzugehen. Ihr Antwortbrief ist erhalten geblieben und schildert dieses Ringen mit sich selbst.

#### Arbeit am Manuskript
Jacobs selbst traute sich zunächst nicht zu, ein Buch zu schreiben, und wandte sich deshalb durch Vermittlung von Amy Post und Cornelia Willis an Harriet Beecher Stowe, deren Roman Onkel Toms Hütte gerade 1852 erschienen war. Ihr Gedanke war, dass sie Stowe ihre Lebensgeschichte erzählen würde, und diese sie dann in ein Buch umsetzen würde. Post schickte dabei auf Jacobs’ Bitte eine Zusammenfassung an Stowe, aus der hervorging, dass Sawyer der Vater von Jacobs’ Kindern war. Diese Information, den Hauptgrund für Jacobs’ Scham, gab Stowe an Cornelia Willis weiter, die noch nichts von der Herkunft der Kinder wusste. Jacobs war darüber empört und nahm auch einen rassistischen Unterton in Stowes Briefen wahr. Daraufhin gab sie den Gedanken auf, ihre Lebensgeschichte mit Hilfe von Stowes an die Öffentlichkeit zu bringen.

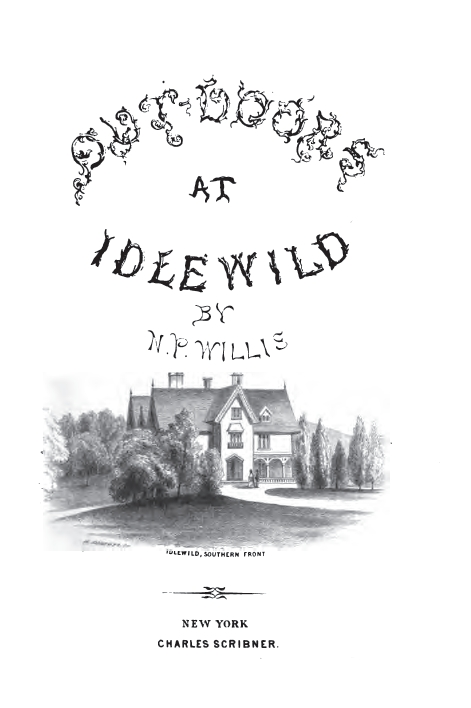
Titelseite von Willis’ Buch „Out-doors at Idlewild“ (1855) mit einer Ansicht der Südseite des Landsitzes

Im Juni 1853 stieß Jacobs in einer alten Zeitung zufällig auf eine Verteidigung der Sklaverei unter dem Titel The Women of England vs. the Women of America (Die Frauen Englands gegen die Frauen Amerikas). Die Autorin, Julia Tyler, Gattin des früheren Präsidenten John Tyler, schrieb darin unter anderem von „gut gekleideten und glücklichen Haussklaven“. Jacobs schrieb die ganze Nacht hindurch an einer Erwiderung und sandte sie an die Zeitung New York Tribune. Dieser am 21. Juni 1853 veröffentlichte Leserbrief, der nur mit „A Fugitive Slave“ (Eine entflohene Sklavin) unterzeichnet war, war ihr erstes veröffentlichtes Schriftstück. Yellin schreibt dazu, „When the letter was printed ..., an author was born.“ (Als der Leserbrief gedruckt wurde, wurde eine Schriftstellerin geboren).
Im Oktober 1853 teilte sie Amy Post in einem Brief mit, dass sie sich entschlossen habe, ihre Geschichte selbst aufzuschreiben. Wenige Zeilen vorher hatte sie Post mitgeteilt, dass ihre Großmutter gestorben war, woraus Yellin schließt, dass erst der Tod der auf strikten Moralvorstellungen bestehenden Großmutter Jacobs dazu befreit habe, ihre Geschichte zu erzählen.
Während sie in der spärlichen Freizeit, die ihr als Kindermädchen bei Familie Willis blieb, an ihrer Geschichte schrieb, befand sie sich auf deren neuen Landsitz Idlewild. Yellin fängt die Ironie der Situation ein, wenn sie schreibt, dieser Landsitz sei von – dem heute weitgehend vergessenen – Nathaniel Parker Willis bewusst so entworfen worden, wie er sich einen Rückzugsort für einen berühmten Schriftsteller vorstellte, „but its owner never imagined that it was his children’s nurse who would create an American classic there“ (aber sein Besitzer hatte sich nie vorgestellt, dass es sein Kindermädchen sein würde, das dort einen Klassiker der amerikanischen Literatur schreiben würde).
Mitte 1857 war die Arbeit endlich so weit abgeschlossen, dass sie Amy Post in einem Brief um ein Vorwort bitten konnte. Sogar in diesem Brief erwähnte sie die Scham, die ihr das Schreiben der Autobiographie erschwert hat, indem sie schrieb, dass „viele schmerzliche Dinge“ in dem Buch enthalten seien, die sie zögern lassen, jemanden, der „so gut und rein“ sei wie Post, um das „Opfer“ zu bitten, seinen „Namen mit dem Buch zu verbinden.“

#### Suche nach einem Verlag

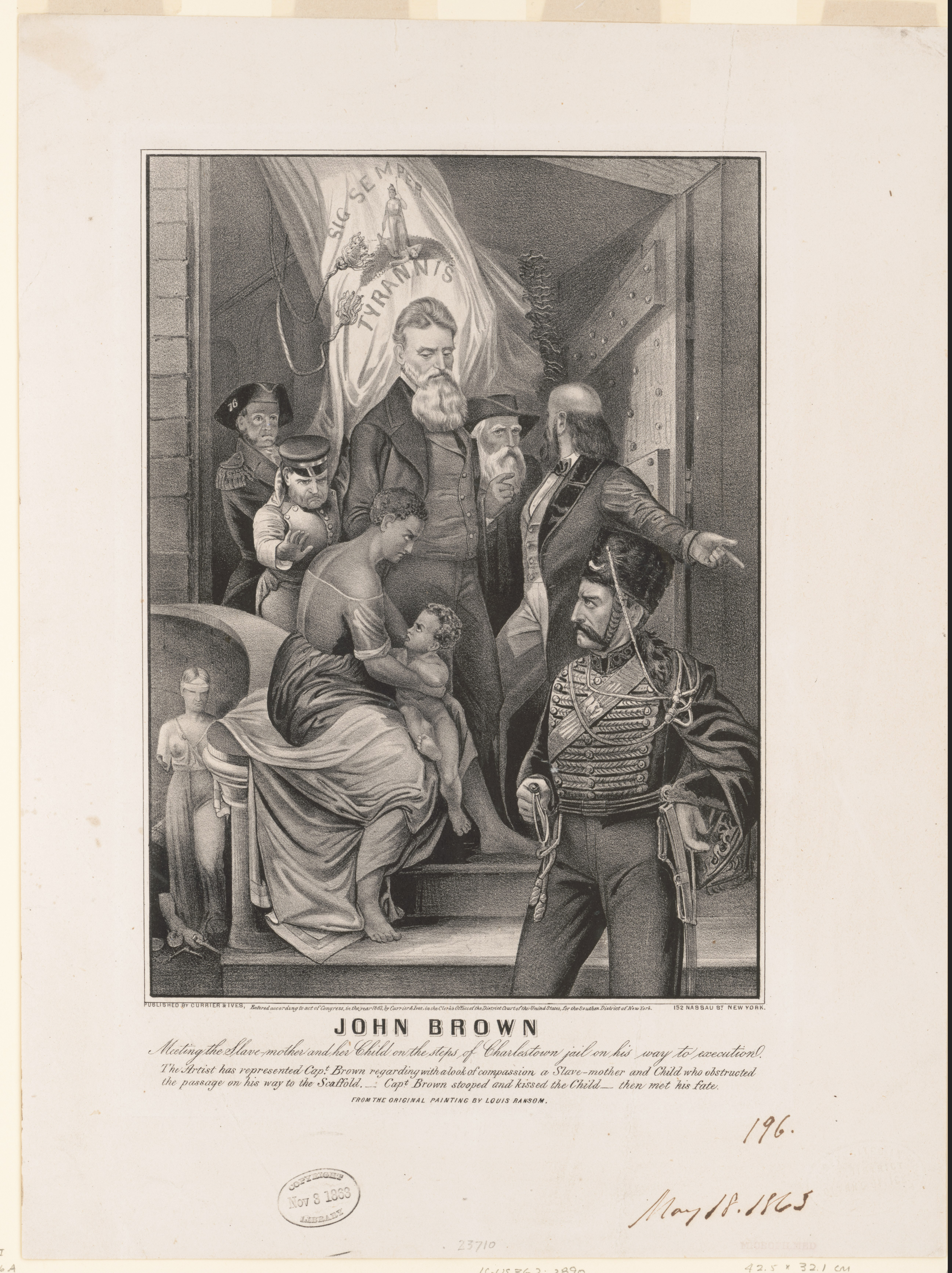
Abolitionistische Zeichnung einer vermutlich nicht historischen Begebenheit: John Brown trifft auf dem Weg zur Hinrichtung eine Sklavin mit ihrem Kind

Im Mai 1858 brach Harriet Jacobs nach England auf, wo sie hoffte, einen Verlag für ihr Manuskript zu finden. Trotz guter Empfehlungsschreiben scheiterte die Veröffentlichung in England letztlich. Der Grund für dieses Scheitern ist nicht ganz klar. Yellin vermutet, dass ihre Kontaktpersonen unter den britischen Abolitionisten fürchteten, dass das Buch wegen der Beziehung zu Sawyer beim Publikum im viktorianisch-prüden England auf Ablehnung stoßen würde, und ihr rieten, das Buch zunächst in den USA zu veröffentlichen. Entmutigt kehrte sie nach wenigen Monaten nach Idlewild zurück und unternahm ein Jahr lang nichts, um ihr Manuskript an die Öffentlichkeit zu bringen.
Am 16. Oktober 1859 unternahm der Sklavereigegner John Brown mit seinem Überfall auf Harper’s Ferry den schlecht geplanten und vergeblichen Versuch, einen Aufstand der Sklaven auszulösen. Brown, der im Dezember gehängt wurde, wurde dadurch für viele Abolitionisten zu einem Helden. Jacobs ergänzte ihr Manuskript um ein Schlusskapitel, das Brown Anerkennung zollte. Dieses Manuskript sandte sie an den Verlag Phillips and Samson in Boston. Der Verlag wollte es veröffentlichen, stellte aber die Bedingung, dass entweder Nathaniel Parker Willis oder Harriet Beecher Stowe ein Vorwort schreiben sollten. Willis, der im Gegensatz zu seinen beiden Frauen ein Befürworter der Sklaverei war, wollte sie nicht fragen, und Stowe lehnte ab. Als der Verlag dann auch noch in Konkurs ging, war auch der zweite Versuch der Veröffentlichung gescheitert.
Jacobs unternahm einen weiteren Versuch mit dem Verlag Thayer and Eldridge, der gerade eine sehr freundliche Biographie über John Brown veröffentlicht hatte. Thayer and Eldridge sagten die Veröffentlichung zu, wenn die bekannte Schriftstellerin Lydia Maria Child ein Vorwort schreiben würde. Jacobs gestand Amy Post, wie schwer es ihr fiel, nach der Zurückweisung durch Stowe nun wieder eine bekannte Schriftstellerin um Hilfe zu bitten, doch sei sie bereit, eine letzte Anstrengung zu versuchen.

#### Herausgabe durch Lydia Maria Child
Jacobs und Child trafen sich persönlich in Boston, und Child erklärte sich nicht nur bereit, das Vorwort zu schreiben, sondern auch, als Herausgeberin zu fungieren. Child brachte das Material in dem Manuskript in eine andere, meist chronologische, Reihenfolge, gab den Rat, das Kapitel über Brown wieder zu streichen, und dafür mehr Informationen über die Gewaltausbrüche gegen Schwarze nach dem Nat-Turner-Aufstand von 1831 einzufügen. Dies tat sie in brieflicher Abstimmung mit Jacobs, aber ein geplantes zweites persönliches Treffen kam nicht zu Stande, da Cornelia Willis eine lebensbedrohliche Schwangerschaft durchmachte und auf Jacobs’ Hilfe nicht verzichten konnte.
Nachdem die Buchdruckplatten im Stereotypie-Verfahren gegossen worden waren, ging auch der zweite Verlag in Konkurs. Jacobs gelang es, die Platten zu kaufen und für den Druck und das Binden zu sorgen.
Im Januar 1861, fast vier Jahre nach der Fertigstellung des ersten Entwurfs, erschien schließlich Incidents in the Life of a Slave Girl. Im folgenden Monat erschienen in London die viel kürzeren Lebenserinnerungen ihres Bruders John unter dem Titel A True Tale of Slavery. Beide Geschwister erzählen in ihren Erinnerungen sowohl gemeinsam Erlebtes als auch Ereignisse aus dem Leben des jeweils anderen.
Sowohl Vor- als auch Nachnamen sämtlicher Personen sind in Harriet Jacobs’ Erzählung verändert, sie schreibt unter dem Pseudonym Linda Brent, und wird im Buch regelmäßig mit „Linda“ angeredet. John (von Harriet „William“ genannt) gibt in seinem Buch die korrekten Vornamen, nennt aber von allen Nachnamen nur den ersten Buchstaben, mit der Ausnahme von Sawyer, dessen Namen er anfangs abkürzt, später aber vollständig ausschreibt.

#### Rezeption
Das Buch wurde über das Netzwerk der Abolitionisten beworben und erhielt gute Kritiken. Jacobs arrangierte eine Veröffentlichung in England, die Anfang 1862 erschien, bald gefolgt von einem Raubdruck, der dadurch möglich wurde, dass es zwischen Großbritannien und den USA kein Copyright-Abkommen gab.
Durch die Veröffentlichung des Buches fiel Harriet Jacobs nicht etwa der von ihr befürchteten Verachtung des Publikums anheim, sondern gewann im Gegenteil an Ansehen. Trotz des Pseudonyms war ihre Autorschaft bald allgemein bekannt, und sie wurde in Kreisen der Abolitionisten regelmäßig als „Mrs. Jacobs, die Autorin von Linda“ oder ähnlich vorgestellt, womit ihr auch die Anrede „Mrs.“ zuerkannt wurde, die sonst nur verheirateten Frauen zustand. Die London Daily News schrieb Anfang 1862, Linda Brent sei eine wahre „Heldin“, die Durchhaltevermögen im Kampf für die Freiheit mit moralischer Rechtschaffenheit („moral rectitude“) verbinde.

### Bürgerkrieg und Nachkriegszeit

#### Flüchtlingshilfe und Politik

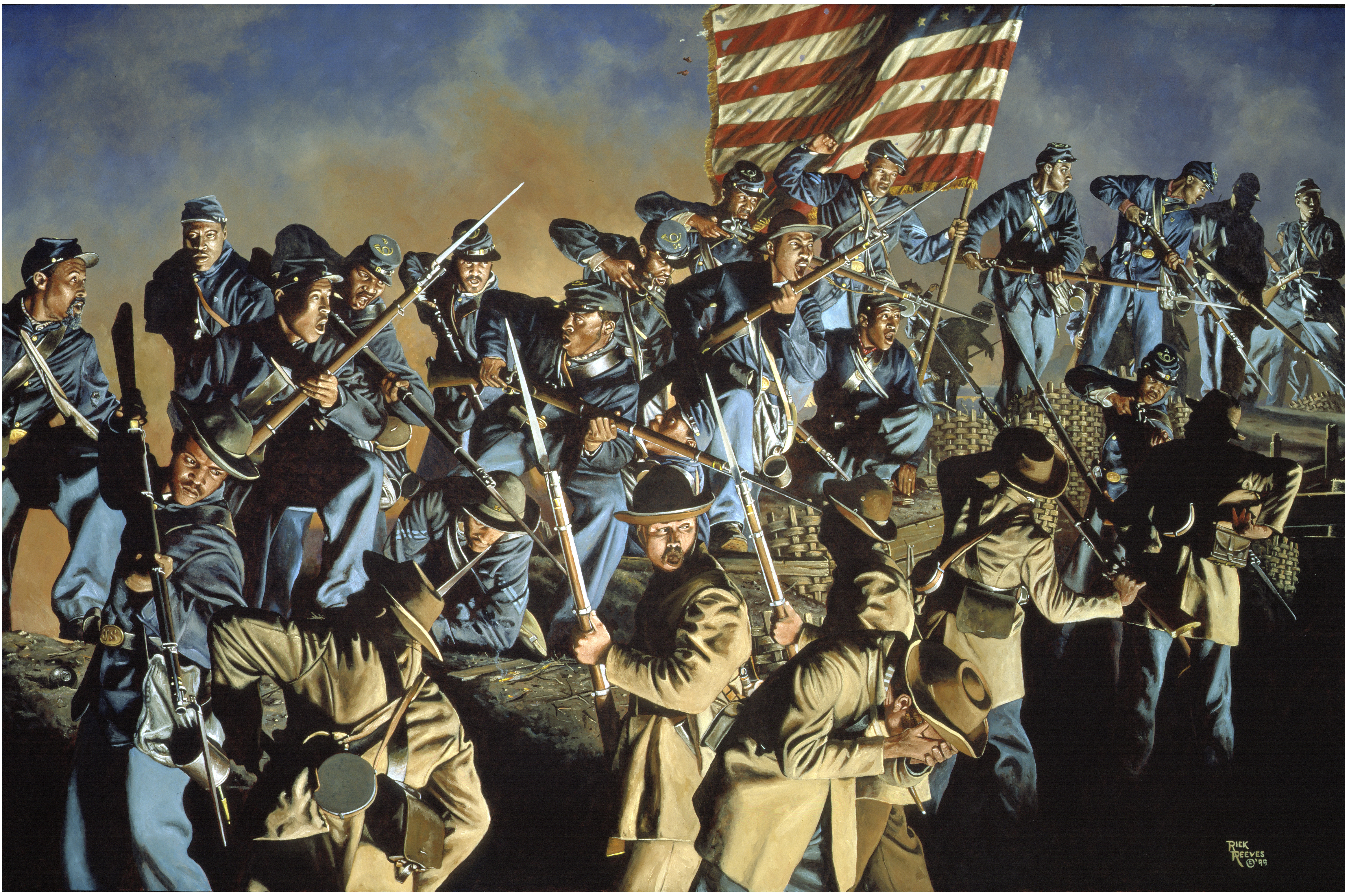
Heroisierende Darstellung des in der Geschichte des Bürgerkrieges berühmt gewordenen Angriffs des 54. Infanterieregimentes auf Fort Wagner, Juli 1863.

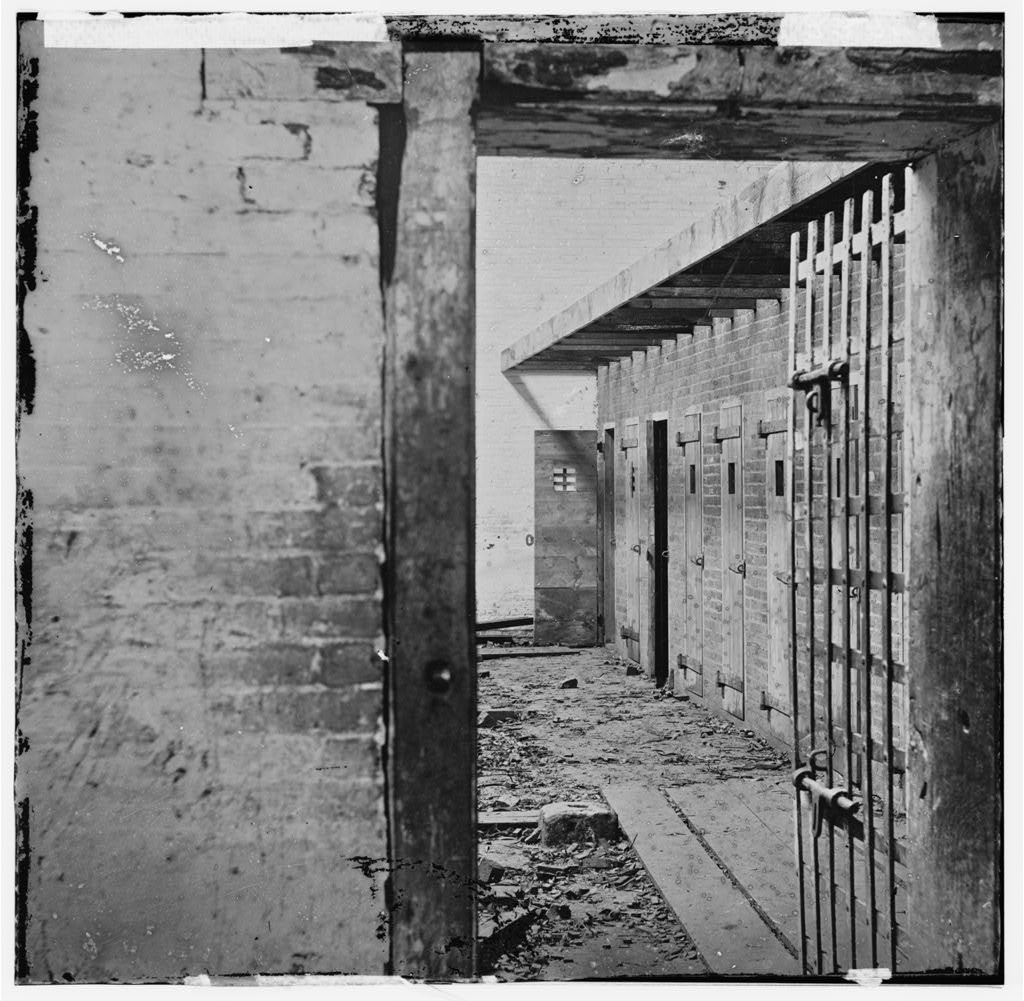
Gefängnis eines ungenannten Sklavenhändlers in Alexandria (Virginia). Foto aus den 1860er Jahren. Jacobs beschreibt ihren Besuch in dem Gefängnis des Sklavenhändlers Birch (vormals Franklin und Armfield) in ihrem Bericht Life among the Contrabands.

Nach der Wahl Abraham Lincolns zum Präsidenten im November 1861 kam es wegen der Frage der Sklaverei zunächst zur Sezession der Südstaaten der USA und dann zum Bürgerkrieg. Zahlreiche Afroamerikaner, die der Sklaverei im Süden entkommen konnten, sammelten sich nördlich der Front. Da die Regierung Lincoln die Sklaven nach wie vor als Eigentum ihrer Besitzer ansah, wurden diese Flüchtlinge im Normalfall als contraband of war (beschlagnahmtes Feindeigentum) betrachtet. Bald setzte sich daher die Bezeichnung Contrabands durch. Sie vegetierten zum Teil unter erbärmlichsten Bedingungen in provisorischen Flüchtlingslagern dahin. Jacobs hatte eigentlich vorgehabt, als Rednerin gegen die Sklaverei in die Fußstapfen ihres Bruders zu treten, sah aber nun ihre Aufgabe darin, den Contrabands zu helfen.
Zu diesem Zweck ging Harriet Jacobs im Frühjahr 1862 nach Washington, D.C. und in das benachbarte Alexandria (Virginia). Die Erfahrungen der ersten Monate fasste sie in dem Bericht Life among the Contrabands (Leben unter den Beschlagnahmten) zusammen, der im September in Garrisons Zeitschrift The Liberator erschien, wobei die Verfasserin im redaktionellen Begleittext als „Mrs. Jacobs, the author of 'Linda'“ (Frau Jacobs, die Verfasserin von 'Linda') vorgestellt wurde. Dieser Bericht ist einerseits eine Beschreibung des Flüchtlingselends mit der Bitte um Spenden, andererseits auch eine politische Anklage gegen die Institution der Sklaverei. Jacobs betont, dass die ehemaligen Sklaven durchaus in der Lage sein werden, selbstbestimmt ihr eigenes Leben aufzubauen, wenn sie die notwendige Unterstützung bekommen.
Während des Herbstes 1862 reiste sie durch den Norden, um ihre durch das Buch bewirkte Popularität dazu zu nutzen, ein Netzwerk zur Unterstützung ihrer Arbeit aufzubauen. Offiziell trat sie als Mitarbeiterin der New York Friends (Quäker in New York) auf.
Von Januar 1863 an lag der Schwerpunkt ihrer Arbeit in Alexandria. Gemeinsam mit der Quäkerin Julia Wilbur, einer Lehrerin, Feministin und Abolitionistin, die sie schon in Rochester kennengelernt hatte, verteilte sie Hilfsgüter und kämpfte gegen unfähige, überforderte oder auch offen rassistische Behörden.
Neben der konkreten Hilfstätigkeit war Jacobs auch auf der politischen Ebene aktiv. Ende Mai 1863 nahm sie an der jährlichen Konferenz der New England Anti-Slavery Society in Boston teil. Mit den anderen Konferenzteilnehmern jubelte sie dem neu aufgestellten 54. Infanterieregiment zu, das aus von weißen Offizieren geführten schwarzen Soldaten bestand. Da die Regierung der USA noch wenige Monate zuvor den Einsatz von afroamerikanischen Soldaten abgelehnt hatte, handelte es sich um ein Ereignis von hoher Symbolkraft. In einem Brief an Lydia Maria Child drückte Jacobs ihre Freude und ihren Stolz darüber aus, dass „meine arme, unterdrückte Rasse einen Streich für die Freiheit führen würde.“

#### Die Jacobs-Schule

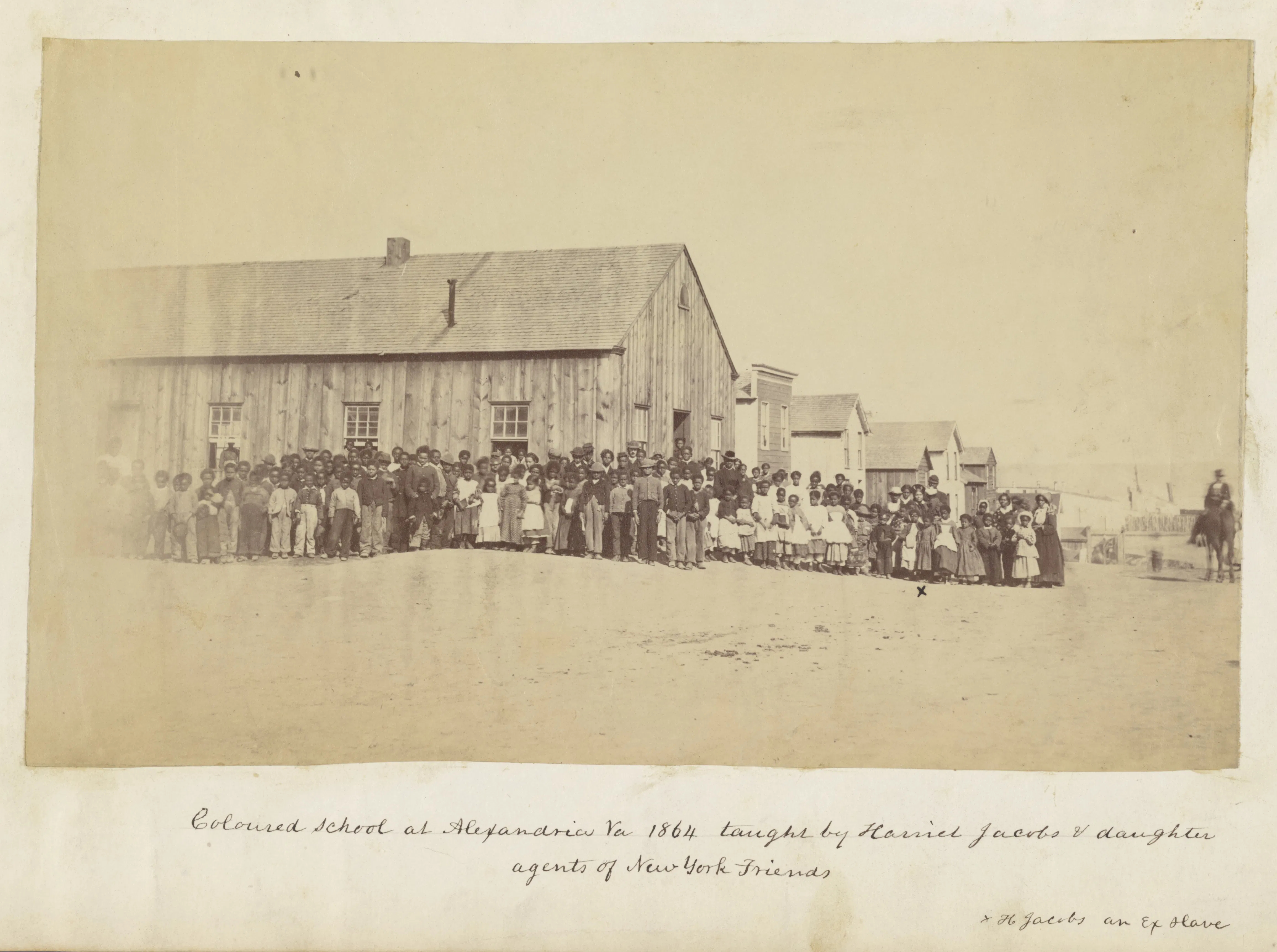
Harriet und Louisa Matilda Jacobs mit ihrer Klasse vor der Jacobs-Schule, Alexandria (Virginia) 1864

In den meisten Sklavenstaaten war es vor dem Bürgerkrieg verboten, Sklaven im Lesen und Schreiben zu unterrichten. In Virginia erstreckte sich dieses Verbot sogar auf freie Schwarze. Nach dem Einmarsch der Unionstruppen 1861 entstanden in Alexandria zwar einige Schulen, die auch Schwarze aufnahmen, es gab aber zunächst keine kostenlose Schule unter afroamerikanischer Kontrolle. Jacobs unterstützte nun ein Schulprojekt, das im Laufe des Jahres 1863 aus der schwarzen Gemeinschaft heraus entstand. Im Herbst 1863 kam Jacobs’ Tochter Louisa Matilda, die über eine Ausbildung als Lehrerin verfügte, gemeinsam mit Virginia Lawton, einer schwarzen Freundin der Familie Jacobs, nach Alexandria. Nach einigen Konflikten mit weißen Missionaren aus dem Norden, die die Schule unter ihre Kontrolle bringen wollten, konnte die Jacobs School im Januar 1864 unter der Leitung von Louisa Matilda ihre Arbeit aufnehmen. Harriet Jacobs schrieb, dass sie nicht aus einer Abneigung gegen weiße Lehrkräfte für eine Kontrolle durch die schwarze Gemeinschaft eingetreten sei. Aber die ehemaligen Sklaven, die dazu erzogen worden seien, immer zu ihren weißen Herren aufzublicken, würden nun anfangen, „Respekt für die eigene Rasse“ zu entwickeln.
Die Arbeit in Alexandria brachte Jacobs lokale und nationale Anerkennung, vor allem unter den Abolitionisten, ein: Im Frühjahr 1864 wurde sie in das Exekutivkomitee der Women’s Loyal National League gewählt, einer 1863 von Susan B. Anthony ins Leben gerufenen Frauenorganisation, die es sich zur Aufgabe gemacht hatte, Unterschriften für die Abschaffung der Sklaverei durch einen Verfassungszusatz zu sammeln. Am 1. August 1864 war sie die Festrednerin vor den afroamerikanischen Soldaten eines Lazaretts in Alexandria aus Anlass der 30-Jahr-Feier der Sklavenbefreiung in den englischen Kolonien. Zahlreiche Abolitionisten, darunter Frederick Douglass, statteten auf ihren Reisen durch den Süden Jacobs einen Besuch ab. Auch persönlich empfand sie die Arbeit als beglückend. Schon Anfang Dezember 1862 hatte sie an Amy Post geschrieben, die vergangenen sechs Monate seien die glücklichsten ihres gesamten Lebens gewesen.

#### Arbeit mit ehemaligen Sklaven in Savannah

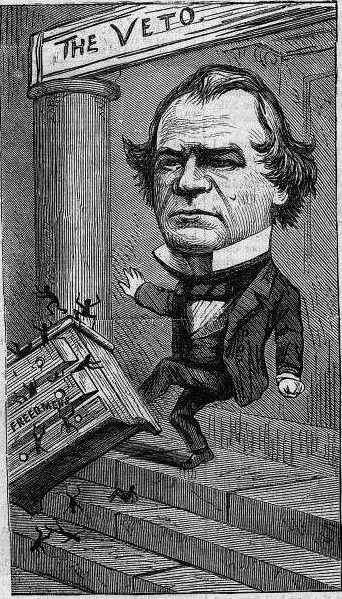
Karikatur auf das Veto von Präsident Johnson gegen ein Gesetz zugunsten der Schwarzen (symbolisiert durch das Freedmen’s Bureau – Büro für die befreiten Sklaven. Das dargestellte Schränkchen heißt im Amerikanischen ebenfalls „bureau“.)

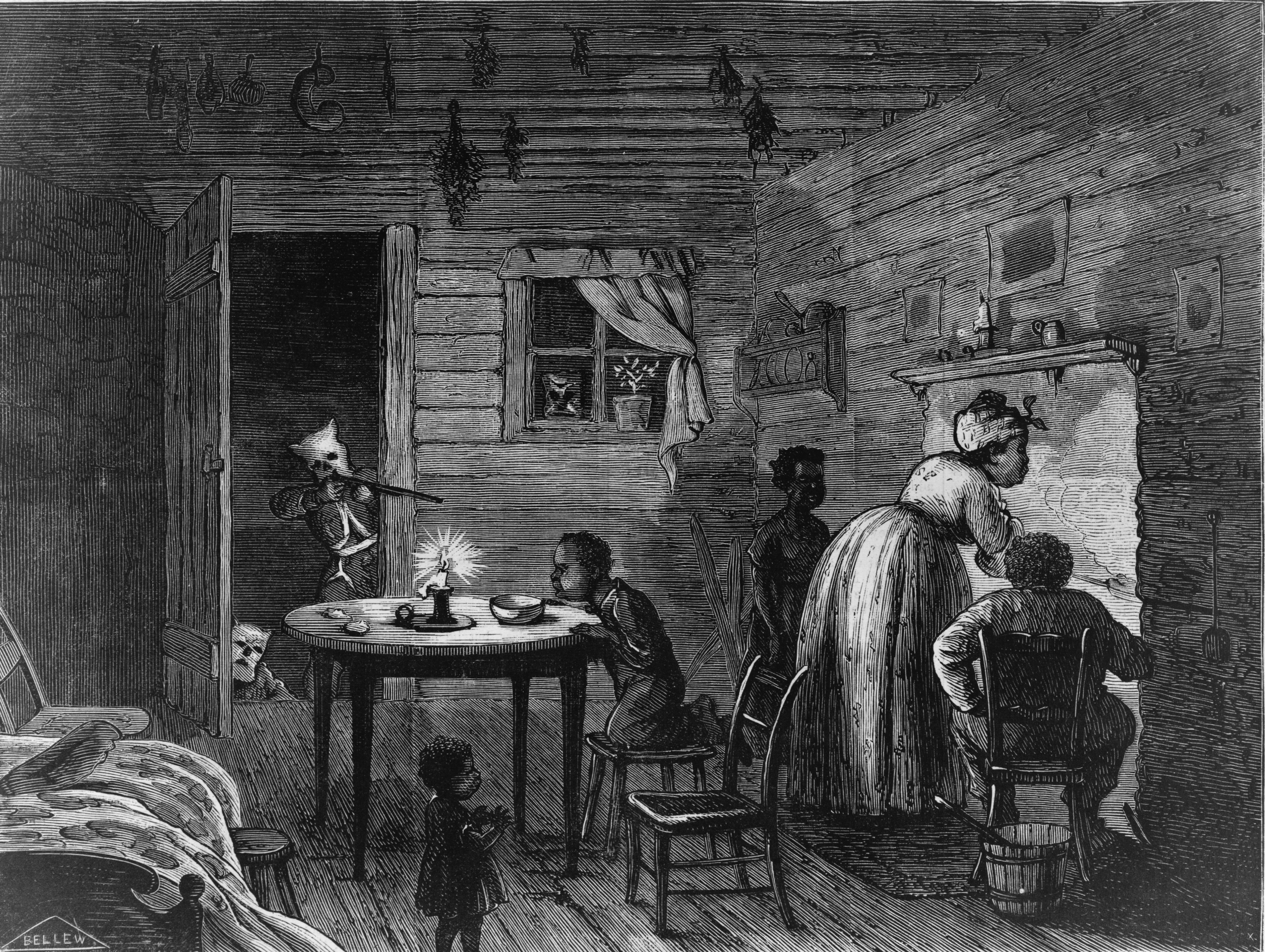
Zeichnung aus Harper’s Weekly (24. Februar 1872): Terror durch den Ku-Klux-Klan

Mutter und Tochter Jacobs setzten ihre Arbeit in Alexandria bis nach dem Sieg der Union im Bürgerkrieg fort. Unter dem Eindruck, dass die ehemaligen Sklaven in Alexandria nun für sich selbst sorgen könnten, folgten sie einem Aufruf einer Hilfsorganisation aus Neuengland, die Lehrer für die befreiten Sklaven in Georgia suchte. Im November 1865 trafen sie in Savannah (Georgia) ein, das erst 11 Monate zuvor den Einmarsch der Unionstruppen und die Befreiung der Sklaven erlebt hatte. In den nächsten Monaten verteilten sie Kleider und machten sie sich an den Aufbau einer Schule, eines Waisenheims und eines Altersheims.
Die politische Situation hatte sich jedoch inzwischen gewandelt: Nach der Ermordung Lincolns war mit Andrew Johnson ein Südstaatler und ehemaliger Sklavenhalter Präsident geworden. Auf Weisung des Präsidenten wurden zahlreiche ehemalige Sklaven wieder von dem Land vertrieben, das die Armee ihnen ein Jahr zuvor zugeteilt hatte. Die Landfrage und die ungerechten Arbeitsverträge, die die ehemaligen Herren ihren ehemaligen Sklaven mit Unterstützung der Armee aufzwangen, spielten denn auch eine wichtige Rolle in Jacobs’ Berichten aus Georgia.
Bereits im Juli 1866 verließen Mutter und Tochter Jacobs das zunehmend von Gewalt gegen die Schwarzen geprägte Savannah wieder. Harriet Jacobs ging wieder nach Idlewild, um Cornelia Willis bei der Pflege ihres todkranken Mannes zu helfen, der im Januar 1867 starb.
Nach einem Besuch in Edenton im Frühjahr 1867, wo aus ihrer Familie nur noch die Witwe ihres Onkels Mark lebte, reiste Jacobs Ende des Jahres zum letzten Mal nach Großbritannien, um Gelder für die Heime in Savannah zu sammeln, deren Aufbau 1866 nicht über das Planungsstadium hinausgelangt war. Nach ihrer Rückkehr musste sie allerdings erkennen, dass der in Georgia herrschende Terror gegen die Schwarzen, der teilweise vom Ku-Klux-Klan organisiert wurde, diese Projekte unmöglich machte. Die gesammelten Gelder wurden dem Heim-Fonds der New York Friends übergeben.
In den 1860er Jahren wurde Jacobs von einer persönlichen Tragödie getroffen: Ihr Sohn Joseph war Anfang der 1850er Jahre zusammen mit seinem Onkel John nach Kalifornien und später nach Australien gegangen, um sein Glück als Goldgräber zu versuchen. John Jacobs zog später weiter nach England, während Joseph in Australien blieb. Als der Briefkontakt mit seiner Mutter abriss, ließ sie – vermittelt über Bekannte – eine Suchmeldung in australischen Kirchen verlesen, ohne je etwas über den Verbleib ihres Sohnes erfahren zu können.

### Alter und Tod

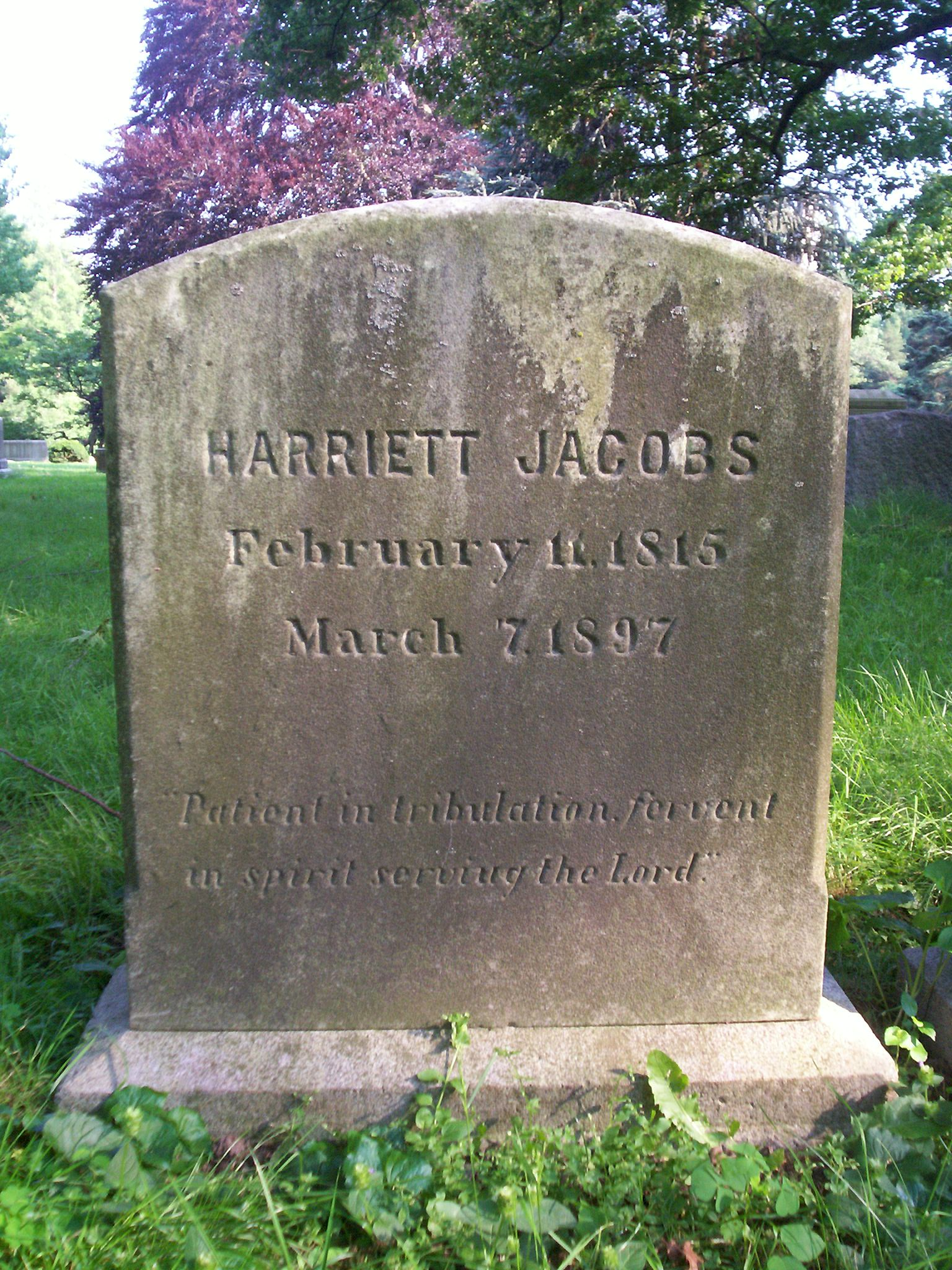
Grabstein von Harriet Jacobs

Nach ihrer Rückkehr aus England zog Jacobs sich weitgehend aus der Öffentlichkeit zurück. Gemeinsam mit ihrer Tochter Louisa betrieb sie in Cambridge (Massachusetts) ein boarding house (Pension), in dem unter anderem Professoren der Harvard University wohnten. 1873 kehrte ihr Bruder John aus England zurück und zog gemeinsam mit seiner englischen Frau, dem Sohn Joseph und zwei Kindern seiner Frau aus einer früheren Beziehung in die Nachbarschaft, starb aber schon im Dezember 1873. 1877 zogen Harriet und Louisa Jacobs nach Washington, D.C., wo Louisa auf eine Anstellung als Lehrerin hoffte. Louisa fand aber nur für kurze Zeit Arbeit; Mutter und Tochter betrieben wieder ein boarding house, bis Jacobs 1887/88 so schwer erkrankte, dass sie diese Tätigkeit aufgeben musste. Mit Gelegenheitsjobs und der Hilfe von Freunden, unter anderem Cornelia Willis, hielten die beiden sich mühsam über Wasser. Harriet Jacobs starb am 7. März 1897 in Washington, D.C., und wurde auf dem Mount Auburn Cemetery in Cambridge neben ihrem Bruder begraben. Ihr Grabstein trägt die biblische Inschrift: „Patient in tribulation, fervent in spirit serving the Lord“. („Geduldig in der Bedrängnis, brennend im Geist dem Herrn dienend.“, vgl. Römerbrief 12,11f)

### Nachwirkung
Colson Whitehead erwähnt Jacobs in den „Acknowledgments“ (Danksagungen) seines 2016 erschienenen Bestsellers The Underground Railroad: „Frederick Douglass and Harriet Jacobs, obviously.“ (Natürlich, Frederick Douglass und Harriet Jacobs). Cora, die Heldin dieses Romans, muss sich in Jacobs’ Heimatstaat North Carolina auf einem Dachboden verstecken, wo sie wie Jacobs nicht einmal aufrecht stehen kann, und von wo sie wie Jacobs das Leben draußen durch ein Loch beobachtet, das ein früherer Benutzer des Verstecks von innen her gebohrt hatte.

## Zeittafel: Harriet Jacobs, Abolitionismus und Literatur
| Jahr | Jacobs und ihre Familie | Politik und Literatur |
| 1809 | | Geburt von Edgar Allan Poe und Abraham Lincoln. |
| 1811 | | Geburt von Harriet Beecher Stowe. |
| 1812 | | Britisch-Amerikanischer Krieg. |
| 1813 | Geburt von Harriet Jacobs. | |
| 1815 | Geburt von Harriets Bruder John S. Jacobs. | |
| 1816 | | Gründung der American Colonization Society, die freie Afroamerikaner nach Afrika umsiedeln soll.                                                                                                |
| 1817 | | Geburt von Henry David Thoreau. |
| 1818 | | Geburt von Frederick Douglass. |
| 1819 | Tod von Jacobs’ Mutter. | Geburt von Walt Whitman und Herman Melville. |
| 1825 | Jacobs’ Besitzerin stirbt und hinterlässt sie testamentarisch der kleinen Tochter von Dr. Norcom.                                                                                  | |
| 1826 | Tod von Jacobs’ Vater. | Tod von Thomas Jefferson. Seine Sklaven werden zur Begleichung seiner Schulden verkauft. James Fenimore Cooper schreibt The Last of the Mohicans.                                               |
| 1828 | Jacobs’ Großmutter wird von einer Freundin gekauft und anschließend freigelassen. Jacobs’ Onkel Joseph flieht, wird in Ketten zurückgebracht und flieht erneut.                    | |
| 1829 | Geburt von Jacobs’ Sohn Joseph. | Amtseinführung von Andrew Jackson als 7. US-Präsident. |
| 1831 | | Nat Turners Sklavenaufstand in Virginia. William Lloyd Garrison beginnt mit der Herausgabe seiner Zeitschrift The Liberator.                                                                    |
| 1833 | Geburt von Tochter Louisa Matilda Jacobs. | |
| 1834 | | Abschaffung der Sklaverei in den britischen Kolonien. |
| 1835 | Harriet Jacobs versteckt sich im Haus ihrer Großmutter. | Geburt von Mark Twain. |
| 1836 | Beginn des 2. Jahres im Versteck. Sawyer, der Vater von Jacobs’ Kindern, wird zum Kongressabgeordneten gewählt.                                                                    | |
| 1837 | Beginn des 3. Jahres im Versteck. | Die „Gag Rule“ im Kongress eingeführt, die Diskussionen über die Sklaverei verhindern soll. E. P. Lovejoy, Herausgeber einer abolitionistischen Zeitschrift, wird in Alton (Illinois) gelyncht. |
| 1838 | Beginn des 4. Jahres im Versteck. Sawyer heiratet in Chicago. John S. Jacobs erlangt die Freiheit.                                                                                 | Wenige Wochen vor John S. Jacobs erlangt Frederick Douglass (durch Flucht) seine Freiheit. |
| 1839 | Beginn des 5. Jahres im Versteck. John S. Jacobs geht auf Walfang. | Sklaven bemächtigen sich des Sklavenschiffes La Amistad. Theodore Dwight Weld veröffentlicht American Slavery As It Is, eine auf Zeugenaussagen gestützte Anklage gegen die Sklaverei.          |
| 1840 | Beginn des 6. Jahres im Versteck. John S. nach wie vor auf Walfang. | Erste World Anti-Slavery Convention (Weltweite Zusammenkunft gegen die Sklaverei) in London. |
| 1841 | Beginn des 7. und letzten Jahres im Versteck. John S. nach wie vor auf Walfang. | Herman Melville geht auf Walfang. Seine Erfahrungen verarbeitet er später in seinem Buch Moby-Dick.                                                                                             |
| 1842 | Harriet Jacobs entkommt in den Norden. In New York findet sie Arbeit als Kindermädchen bei dem Schriftsteller N.P.Willis. John S. nach wie vor auf Walfang.                        | |
| 1843 | John S. Jacobs kehrt zurück und lässt sich in Boston nieder. Harriet Jacobs muss aus New York fliehen. In Boston wird sie mit ihren beiden Kindern und ihrem Bruder wiedervereint. | |
| 1845 | Als Kindermädchen für Imogen Willis reist Harriet Jacobs nach England. | Spaltung der Baptisten in eine nördliche und eine südliche Gruppe wegen der Sklavereifrage. Edgar Allan Poes The Raven veröffentlicht.                                                          |
| 1846 | | Kriegserklärung an Mexiko. |
| 1848 | | Ende des Krieges gegen Mexiko. Seneca Falls Convention zu Frauenrechten. |
| 1849 | Harriet Jacobs zieht nach Rochester. Beginn ihrer Freundschaft mit Amy Post. | Thoreau schreibt Civil Disobedience. |
| 1850 | Harriet Jacobs beginnt erneut als Kindermädchen für Familie Willis zu arbeiten. Ihr Bruder John S. geht nach Kalifornien, später nach Australien und schließlich nach England.     | Fugitive Slave Law. |
| 1851 | | Herman Melville schreibt Moby-Dick. |
| 1852 | Cornelia Willis kauft Harriet Jacobs’ gesetzlichen Besitzern deren Ansprüche ab.                                                                                                   | Harriet Beecher Stowe schreibt Uncle Tom’s Cabin. |
| 1853 | Tod von Jacobs’ Großmutter. Ein anonymer Leserbrief an eine New Yorker Zeitung ist ihre erste Veröffentlichung. Sie beginnt mit der Arbeit an Incidents.                           | |
| 1854 | | Kansas-Nebraska Act. |
| 1856 | | Die Sklavereifrage führt zu offener Gewalt in Kansas („Bleeding Kansas“). |
| 1857 | | Dred Scott Case vor dem Obersten Gericht: Schwarze hatten „keine Rechte, die Weiße respektieren mussten“.                                                                                       |
| 1858 | Jacobs stellt das Manuskript von Incidents fertig. Sie sucht in England vergeblich nach einem Verleger.                                                                            | |
| 1859 | | John Browns Überfall auf Harper’s Ferry. Oberstes Gericht erklärt die Verfassungsgemäßheit des Fugitive Slave Law.                                                                              |
| 1860 | Lydia Maria Child wird Herausgeberin für Incidents. | Wahl von Abraham Lincoln zum 16. Präsidenten (7. November). South Carolina verlässt die Union (20. Dezember).                                                                                   |
| 1861 | Veröffentlichung von Incidents in the Life of a Slave Girl (Januar). | Davis wird als Präsident der Konföderation vereidigt (18. Februar). Amtseinführung von Abraham Lincoln (4. März). Angriff auf Fort Sumter (12. April). Beginn des Bürgerkrieges.                |
| 1862 | Harriet Jacobs organisiert in Washington, D.C. und Alexandria (Virginia) Hilfe für entkommene Sklaven.                                                                             | |
| 1863 | | Lincolns Emanzipationsproklamation. Siege der Unionstruppen bei Gettysburg und Vicksburg. |
| 1864 | Jacobs School in Alexandria eröffnet. | |
| 1865 | Harriet und Louisa Matilda Jacobs gehen nach Savannah (Georgia), um Hilfe für die ehemaligen Sklaven zu organisieren.                                                              | Kapitulation der Konföderierten bei Appomattox Court House. Ermordung Abraham Lincolns. Abschaffung der Sklaverei durch den 13. Verfassungszusatz.                                              |
| 1866 | Harriet und Louisa Matilda Jacobs verlassen Savannah. Harriet hilft Cornelia Willis bei der Pflege ihres todkranken Mannes.                                                        | |
| 1867 | Jacobs reist nach England, um Geld für ihre Projekte in Savannah zu sammeln. | |
| 1868 | Jacobs kehrt aus England zurück und zieht sich ins Privatleben zurück. | |
| 1873 | John S. Jacobs kehrt in die USA zurück und lässt sich in der Nähe seiner Schwester nieder. Er stirbt am 19. Dezember.                                                              | |
| 1897 | 7. März: Tod von Harriet Jacobs in Washington, D.C. | |